# Izydorówka
Izydorówka (ukr. Сидорівка) – wieś na Ukrainie. Należy do rejonu stryjskiego (do 2020 roku do rejonu żydaczowskiego) w obwodzie lwowskim i liczy 296 mieszkańców.

## Historia
Pod koniec XIX w. część wsi Machliniec w powiecie stryjskim. Za II Rzeczypospolitej do 1934 roku wieś stanowiła samodzielną gminę jednostkową w powiecie żydaczowskim w woj. stanisławowskim. W związku z reformą scaleniową została 1 sierpnia 1934 roku włączona do nowo utworzonej wiejskiej gminy zbiorowej gminy Ruda w tymże powiecie i województwie. Po wojnie wieś weszła w struktury administracyjne Związku Radzieckiego.
Urodził się tu Konstanty Dzieduszycki (ur. 4 lipca 1884, zm. 29 maja 1964 w Darenth) – polski ziemianin, polityk, poseł na Sejm i senator w II Rzeczypospolitej. Doktor praw. Adiutant Józefa Piłsudskiego.

## Zmarli
- Aleksander Stanisław Dzieduszycki